# 栗本広輝
栗本 広輝（くりもと ひろき、1990年6月16日 - ）は、愛知県名古屋市出身の元プロサッカー選手。ポジションはミッドフィールダー（MF）。

## 来歴
順天堂大学を経て、2013年にHonda FCへ入団。
2014年のJFLチャンピオンシップ佐川印刷京都との第2戦で決勝ゴールを決めてチームのリーグ優勝に貢献した。
2016年は30試合全て出場し、Hondaの2年ぶりの優勝に貢献し、MVPを獲得した。
2017年も2年連続でJFLのMVPを獲得した。2年連続での受賞はJFL史上初。12月に行われたJFL選抜 海外遠征メンバーに選出され、チームのキャプテンとしてプレーした。
2019年1月15日、一身上の都合によりHonda FCからの退団を発表した。3月、アメリカ・USLチャンピオンシップのフレズノFCに移籍。ビザの手続きでチームへの合流が遅れたものの、シーズン途中からスタメンの座を勝ち取り、29試合に出場。リーグ戦3位とプレーオフ進出に貢献した。しかし、プレーオフは1回戦敗退となった。さらに10月29日にはフレズノFCは近い将来の本拠地移転を示唆しながらも、クラブの活動休止を発表。
2019年12月20日、コロラドスプリングス・スイッチバックスFCと契約。2020年2月28日に2020年シーズンのチームキャプテンになることが発表された。チームで唯一となる全16試合にフル出場し、2アシストを記録した。
2021年1月26日、OKCエナジーFCに移籍。7月17日のFCタルサとのダービー戦で決勝ゴールを含む1ゴール1アシストを記録。その週の週間ベストイレブンに選出された。また、その決勝ゴールがリーグ戦の月間ゴール賞を受賞。プレーオフに進出することはできなかったが、チームの中心として、全試合に出場しシーズンを終えた。ところが2021年12月3日、OKCエナジーFCは、ホームスタジアムの人工芝の張り替えを理由に2022年の活動休止を発表。
2022年2月11日、大宮アルディージャへ加入することが発表された。Jリーグデビュー戦となった2022年3月26日のJ2第6節ファジアーノ岡山戦では前半に負傷した南雄太がハーフタイムで交代、67分には南に替わって出場した上田智輝が負傷し、キーパーが不在となったため67分から上田のユニフォームを着てキーパーを務めた。10月23日の第42節・V・ファーレン長崎戦でJリーグ初ゴールを記録。
2023年11月15日、契約満了による退団が発表された。
2023年12月26日、ブラウブリッツ秋田に完全移籍で加入することが発表された。
2024年1月17日、日商簿記検定3級を受験し、合格した。4月30日には、日商簿記検定２級を受験し、合格。また、10月17日、統計検定２級を受験し、合格した。

## 選手としての特徴
球ぎわの強さや経験に基づいたポジショニングが武器のMF。積極的に攻撃参加もできる、BOX to BOXで活躍する選手。

## 所属クラブ
- 愛知FC
- 清水エスパルスSS藤枝
- 静岡市立清水商業高等学校[27]
- 順天堂大学
- 2013年 - 2018年  本田技研工業フットボールクラブ
- 2019年  フレズノFC（英語版）
- 2020年  コロラドスプリングス・スイッチバックスFC
- 2021年  OKCエナジーFC
- 2022年 - 2023年  大宮アルディージャ
- 2024年  ブラウブリッツ秋田

## 日本での個人成績
| 国内大会個人成績 | 国内大会個人成績 | 国内大会個人成績 | 国内大会個人成績 | 国内大会個人成績 | 国内大会個人成績 | 国内大会個人成績 | 国内大会個人成績 | 国内大会個人成績 | 国内大会個人成績 | 国内大会個人成績 | 国内大会個人成績 |
| 年度             | クラブ           | 背番号           | リーグ           | リーグ戦         | リーグ戦         | リーグ杯         | リーグ杯         | オープン杯       | オープン杯       | 期間通算         | 期間通算         |
| 年度             | クラブ           | 背番号           | リーグ           | 出場             | 得点             | 出場             | 得点             | 出場             | 得点             | 出場             | 得点             |
| 日本             | 日本             | 日本             | 日本             | リーグ戦         | リーグ戦         | リーグ杯         | リーグ杯         | 天皇杯           | 天皇杯           | 期間通算         | 期間通算         |
| ---------------- | ---------------- | ---------------- | ---------------- | ---------------- | ---------------- | ---------------- | ---------------- | ---------------- | ---------------- | ---------------- | ---------------- |
| 2009             | 順天堂大         | 27               | -                | -                | -                | -                | -                | 1                | 0                | 1                | 0                |
| 2010             | 順天堂大         | 10               | -                | -                | -                | -                | -                | 2                | 0                | 2                | 0                |
| 2013             | Honda            | 20               | JFL              | 24               | 2                | -                | -                | -                | -                | 24               | 2                |
| 2014             | Honda            | 20               | JFL              | 21               | 7                | -                | -                | -                | -                | 21               | 7                |
| 2015             | Honda            | 20               | JFL              | 29               | 13               | -                | -                | -                | -                | 29               | 13               |
| 2016             | Honda            | 20               | JFL              | 30               | 1                | -                | -                | 4                | 0                | 34               | 1                |
| 2017             | Honda            | 8                | JFL              | 30               | 7                | -                | -                | 2                | 0                | 32               | 7                |
| 2018             | Honda            | 8                | JFL              | 28               | 4                | -                | -                | 2                | 1                | 30               | 5                |
| 2022             | 大宮             | 20               | J2               | 21               | 1                | -                | -                | 2                | 0                | 23               | 1                |
| 2023             | 大宮             | 8                | J2               | 22               | 0                | -                | -                | 1                | 0                | 23               | 0                |
| 2024             | 秋田             | 20               | J2               | 11               | 0                | 3                | 0                | 1                | 0                | 15               | 0                |
| 通算             | 日本             | 日本             | J2               | 58               | 1                | 3                | 0                | 4                | 0                | 61               | 1                |
| 通算             | 日本             | 日本             | JFL              | 172              | 34               | -                | -                | 8                | 1                | 180              | 35               |
| 通算             | 日本             | 日本             | 他               | -                | -                | -                | -                | 3                | 0                | 3                | 0                |
| 総通算           | 総通算           | 総通算           | 総通算           | 215              | 36               | -                | -                | 12               | 1                | 227              | 37               |

出場歴
- Jリーグ初出場 - 2022年3月26日 J2第6節 ファジアーノ岡山戦 (NACK5スタジアム大宮)
- Jリーグ初得点 - 2022年10月23日 J2第42節 V・ファーレン長崎戦 (NACK5スタジアム大宮)

- その他
  - 2014年 JFLチャンピオンシップ：2試合1得点
  - 2016年 JFLチャンピオンシップ：2試合1得点

## タイトル
- 2015年、2018年 - JFLベストイレブン[28][29]
- 2016年、2017年 - JFL MVP・ベストイレブン[3][4]